# Luancheng (ort i Kina)
Luancheng är en ort i Kina. Den ligger i provinsen Hebei, i den norra delen av landet, omkring 270 kilometer sydväst om huvudstaden Peking. Antalet invånare är 597 130.
Runt Luancheng är det tätbefolkat, med 913 invånare per kvadratkilometer. Luancheng är det största samhället i trakten. Trakten runt Luancheng består till största delen av jordbruksmark.
Genomsnittlig årsnederbörd är 656 millimeter. Den regnigaste månaden är juli, med i genomsnitt 218 mm nederbörd, och den torraste är januari, med 4 mm nederbörd.